# Georgi Agura

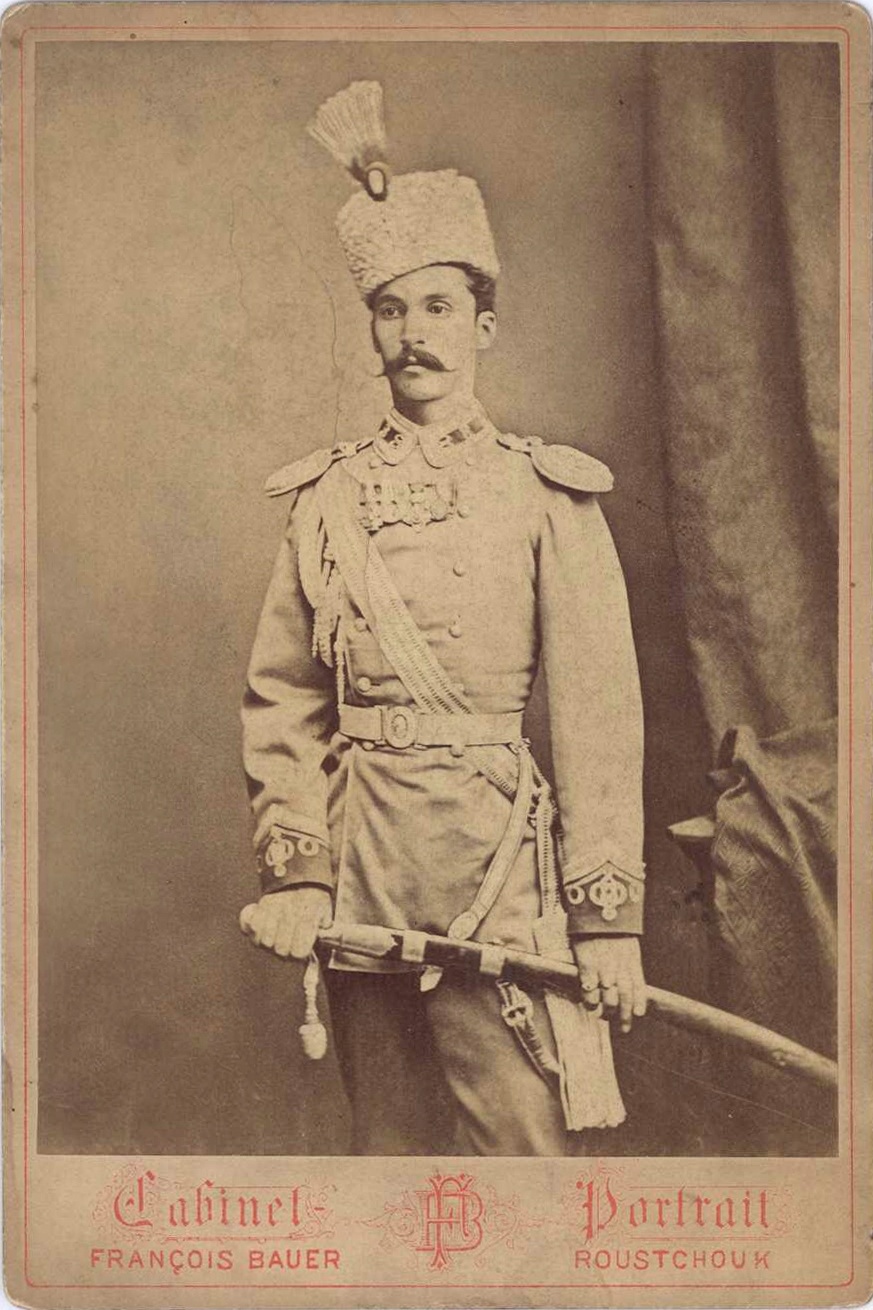
Georgi Agura (um 1880)

Georgi Wassilew Agura (bulgarisch Георги Василев Агура; * 8. Februar 1853 in Krynytschne, Russisches Kaiserreich; † 10. Februar 1915 in Sofia) war ein Generalmajor der Streitkräfte im Zarentum Bulgarien.

## Leben
Georgi Wassilew Agura besuchte zunächst Priesterseminare in Ismajil sowie in Iași und war danach für einige Zeit Prediger in der Diözese Ismajil. Er absolvierte im Anschluss nach Gründung des Fürstentums Bulgarien als Angehöriger des ersten Jahrgangs an der Militärschule in Weliko Tarnowo eine Ausbildung zum Offizier, die er am 10. Mai 1879 als Fähnrich abschloss. Im Anschluss war er kurzzeitig Angehöriger einer Batterie sowie Adjutant von Prinz Alexander Michailowitsch Dondukow-Korsakow, ehe er nach seiner Beförderung zum Leutnant im September 1879 Adjutant von Fürst Alexander I. von Bulgarien. Im Anschluss absolvierte er vom 25. August 1880 bis 1883 ein Studium an der Rechtsakademie von Sankt Petersburg und erhielt in dieser Zeit am 30. August 1882 seine Beförderung zum Oberleutnant. Nachdem er zwischen 1883 und 1884 eine praktische Ausbildung in der russischen Militärjustiz absolviert hatte, wurde er nach seiner Rückkehr Militärstaatsanwalt und Dozent für Militärverwaltung an der Militärschule in Sofia.
Nach seiner Beförderung zum Hauptmann am 30. August 1885 wurde Agura Chef der Militärjustiz sowie Leiter der Militärstaatsanwaltschaft und bekleidete diese Posten bis zu seinem Eintritt in den Ruhestand 1913. Während des Serbisch-Bulgarischen Krieges (14. bis 28. November 1885) war er Kompaniechef bei Dimitrovgrad. Danach war er zugleich zwischen 1886 und 1901 Dozent für Militärrecht un Ethik an der Militärschule. Er wurde am 1. April 1887 zum Major, am 2. August 1891 zum Oberstleutnant sowie am 2. August 1895 zum Oberst befördert. Am 15. November 1900 erfolgte seine Beförderung zum Generalmajor. Für die von Emil von Sauer komponierte „Zaren-Hymne“ anlässlich der am 5. Oktober 1908 erfolgten Gründung des Zarentums Bulgarien verfasste er den Text. Nach den Balkankriegen schied er 1913 im Range eines Generalleutnants aus dem aktiven Militärdienst aus.
Für seine Verdienste wurde er mehrfach ausgezeichnet und erhielt das Offizierskreuz, die Kommandeurs- sowie die Großoffiziers-Würde des St. Alexander-Ordens. Ferner wurde ihm das Großkreuz des Ordens für militärische Verdienste sowie der Orden für Verdienste verliehen. 